# المحصن (دوعن)

'

تعديل مصدري - تعديل

المحصن هي إحدى قرى عزلة صيف بمديرية دوعن التابعة لمحافظة حضرموت، بلغ تعداد سكانها 147 نسمة حسب تعداد اليمن لعام 2004.